# جی. سرل داولی

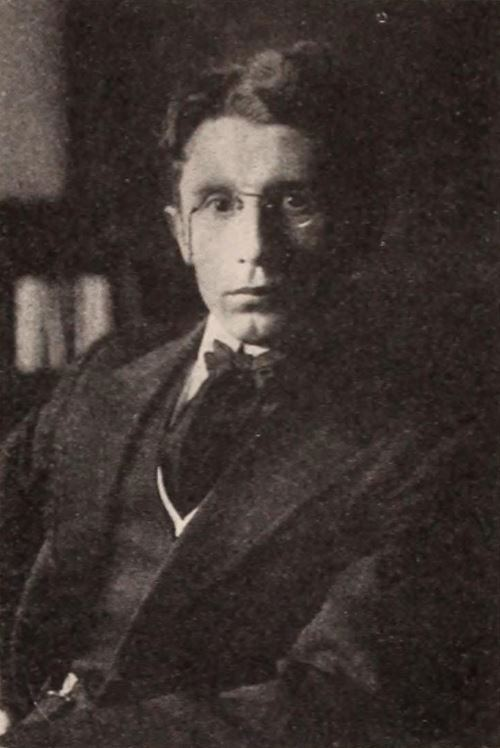
جی. سرل داولی در سال ۱۹۲۰ میلادی

جی. سرل داولی (انگلیسی: J. Searle Dawley؛ ۱۳ مهٔ ۱۸۷۷ – ۳۰ مارس ۱۹۴۹) کارگردان و فیلم‌نامه‌نویس اهل ایالات متحده آمریکا بود.

## گزیده فیلم‌شناسی
- نجات‌یافته از آشیانه عقاب (۱۹۰۸)
- فرانکنشتاین (۱۹۱۰)
- سرود کریسمس (۱۹۱۰)
- داستان راهب پیر (۱۹۱۳)
- هولدا اهل هلند (۱۹۱۳)
- تس دوربرویل (۱۹۱۳)
- یک شهروند آمریکایی (۱۹۱۴)
- سفیدبرفی (۱۹۱۶)
- کلبه عمو تام (۱۹۱۸)
- آبراهام لینکلن (۱۹۲۴)